# 셀리네스 토리비오
셀리네스 토리비오(Celines Toribio, 1974년 3월 7일 ~ )는 도미니카 공화국의 배우, 모델이다.